# Tejfel Krisztián
Tejfel Krisztián (Zalaegerszeg, 1979.11.26.–) magyar festő.

## Élete
Tejfel Krisztián gyermekkora óta foglalkozik művészettel, kezdetben rajzolással és festéssel. Tinédzserévei során a graffiti és az airbrush technikák jellemezték munkásságát, amelyek meghatározó szerepet játszottak korai alkotói tevékenységében. Később érdeklődése a vizuális művészet egyéb területeire irányult, különösen a fotózásra és a videókészítésre. Számos videóklipet készített ismert előadók számára, köztük Puskás Petinek, Fluornak és a Kávészünet zenekarnak.
Kísérleti videói – elsősorban innovatív vágási technikáik miatt – nagy népszerűségre tettek szert a Vimeo platformon, többek között a Light Side, a What is your plan? és a Naturaleza Estática című alkotások révén.
Körülbelül hat évig kizárólag digitális festészettel foglalkozott, amely nemzetközi sikert hozott számára, és meghatározó szakasza lett művészi pályafutásának. Ezt követően visszatért a hagyományos vászonra történő festéshez.
Tejfel képzőművészeti iskolát nem végzett; művészi ismereteit és technikai tudását teljes egészében autodidakta módon sajátította el. Ez a megközelítés rugalmas és kísérletező alkotói szemléletet biztosított számára, amely pályafutása egyik kulcstényezőjévé vált.

## Munkássága
2013 óta digitális festményeket készít, amelyek középpontjában elsősorban befejezetlen hatású, melankolikus női portrék állnak. Munkássága ebben az időszakban új dimenziót nyer, amikor elkezdi rögzíteni a digitális festmények alakulásának folyamatát. Az így készült videók hatalmas népszerűségre tesznek szert, több milliós megtekintést érnek el, ami a nemzetközi szakmai figyelmet is felkelti. Az Adobe Photoshop és a Wacom is felfigyel tevékenységére, amely újabb mérföldkövet jelent pályáján.
Ennek eredményeképp a Wacom professzionális táblamonitorok hivatalos nagykövetévé válik. Számos promóciós videót készít közreműködésével, amelyek célja az olyan csúcskategóriás eszközök népszerűsítése, mint a Wacom Cintiq táblák. Alkotásait ebben az időszakban számos elismert magazin és online platform publikálja, köztük a Glamour, az Elle, az amerikai Juxtapoz Magazine, valamint a Photoshop, a Booooooom és a Huffington Post Instagram-oldala.
2017-ben szakmai elismerést is kap, amikor a Ballistic Publishing portrékategóriában neki ítéli a "Mester" díjat, tovább növelve nemzetközi hírnevét.

Számos vele készült interjú jelent meg neves kiadványokban, többek között a Glamour magazinban, „Szürreális portrék és sötét absztrakció: Interjú Tejfel Krisztiánnal” címmel. A Wacom hivatalos oldalán „Do you remember the impressive Krisztián Tejfel?” Archiválva 2023. május 9-i dátummal a Wayback Machine-ben címmel közölt róla írást, amelyet 2023. május 9-i dátummal archiváltak a Wayback Machine-en. A Gentlemen's Choice magazin 11 oldalas terjedelmet szentelt neki, kiemelve művészeti tevékenységét.
Festményei a nemzetközi divat- és kultúrközegben is figyelmet kaptak. Egyik alkotása címlapon szerepelt a WeAr divat- és kultúramagazinban, amely 52 országban, 8 különböző nyelven jelenik meg. A Centurion Magazine szintén borítón hozta egyik festményét; ez az exkluzív luxuskiadvány kizárólag a Centurion Card tagok számára készül. A kártya státuszszimbólumként vált ismertté, és olyan hírességek birtokolják, mint Kanye West, Jay-Z.
2017-ben kapszulakollekció jelent meg a neve alatt a magyar [[Dorko] divatmárkával „Pólókra kúsztak Tejfel Krisztián festményei” szlogennel.
2018-tól kezdődően festészete új irányt vett; azóta festményei megtalálhatók számos magángyűjteményben Tajpejtől Hollywoodig, amelyek tovább erősítik nemzetközi jelenlétét.

Munkamódszere szervesen illeszkedik alkotói filozófiájához, amelyben az érzelmi és formai kísérletezés folyamatos önreflexióval és hosszú távú vízióval párosul. Alkotói folyamata alapvetően sorozatokban bontakozik ki, amelyek nem lineáris módon épülnek egymásra, hanem időről időre visszatérnek, új elemekkel és perspektívákkal gazdagodva. Minden sorozat egy hosszú, évekre nyúló párbeszéd eredménye, amelyben az adott témákhoz és formákhoz való visszatérés az elmélyítés és újragondolás eszközévé válik.
Ez a metodológia egyrészt a művész belső dialógusainak tükre, másrészt annak a dinamikus kreatív folyamatnak a megnyilvánulása, amelyben az idő múlásával nyert tapasztalatok és érzelmi változások szervesen épülnek be a korábbi munkák kontextusába.
Az egyes alkotások közötti látszólagos kaotikusság – amely a sorozatok közötti gyors váltásokból ered – valójában ennek a hosszú távú, ciklikus folyamatnak a sajátossága. Az idő múlásával visszatekintve ezek a sorozatok egységes narratívát alkotnak majd. Így munkássága, bár első pillantásra töredezettnek tűnhet, mélyebb elemzés során koherens, tudatosan felépített struktúraként jelenik meg, ahol minden egyes sorozat a maga helyén áll egy nagyobb összefüggésrendszerben.
Ez a hosszú távú építkezés lehetőséget ad arra, hogy a nézők és kritikusok számára a művek ne csupán önálló egységként, hanem egy folyamatosan alakuló, növekvő, és mélyülő narratíva részeként jelenjenek meg. Ezzel a módszerrel nemcsak a pillanatnyi érzelmi és formai inspirációit fejezi ki, hanem egy átfogó, átgondolt életmű kialakításának elkötelezett résztvevőjévé válik, amely egyszerre reflektál az emberi létezés időbeli és érzelmi komplexitására.

Munkáiról így vélekedik egy interjúban: "Műveim mély kutatások, elsősorban saját magam megismerése és fejlesztése érdekében. Kísérletek, amelyek nem minden esetben működnek jól, ezért folyamatosan alakítani, csiszolni kell, hogy a végeredmény számomra is elfogadható legyen. A festészetemre jellemző a káosz és nyugalom, a tökéletesség és az anomália, az egyensúly és a bizonytalanság, az építés és a rombolás. "
"Én minden esetben a saját érzéseimet, vagy ha úgy tetszik, akkor saját magamat festem, azokat a mozzanatokat amik bennem munkálkodnak, és valamilyen formában a felszínre szeretnének törni. Amit közölni szeretnék az az, hogy abban a pillanatban, amikor festek, hogy érzem magam, milyen gondolatok járnak a fejemben, milyen emóciók irányítják a kezemet miközben ráöntöm a festéket a vászonra. Persze vannak dolgok amik fontosak számomra, ezeket mind mind belecsempészem a képeimbe, de megpróbálok nyitott kaput hagyni a nézőnek, hogy eldöntse számára milyen üzenetet hordoz a kép, hogy mi az ő “igazsága”. Ezért nagyon szeretem az absztrakt festészetet, óriási szabadságot ad mindkét félnek, habár egy rettentően nehéz műfaj. Fontos hogy amit csinálok érzelmeket váltson ki, talán ez a legfontosabb, hogy mit hoz felszínre, az már mellékes."

## Kiállításai
- 2019 /  107 (Redfern Street) – Sydney, AUSTRALIA
- 2019  / LCI Melbourne – MELBOURNE, AUSTRALIA
- 2019  / GALERIE JOSEPH TURENNE – Paris, France
- 2018 / Arch Enemy Arts – Philadelphia, USA
- 2016 / NO VACANCY GALLERY – MELBOURNE, AUSTRALIA
- 2016 / CHINA HEIGHTS GALLERY – SYDNEY, AUSTRALIA

## Offline
- WeAr[2]
- The Next Level[3]
- The Next Level 2019[4]
- Glamour[5]
- Centurion magazine[6]
- Gentlemen's Choice Magazine[7]